# Исторические государства Италии
Италия на протяжении всего Средневековья и большей части Нового времени до XIX века представляла собой конгломерат различных (по размеру и политическому устройству) государственных образований. И хотя германские императоры практически постоянно претендовали на сюзеренитет над Италией, но все попытки их заканчивались ничем или эфемерной и эпизодической властью. Данный список представляет все государства, которые когда-либо в прошлом существовали на территории современной Италии на протяжении её истории.

## Архаический период
- Италийцы:
  - Латино-Фалиски: 
    - Латины (Римское царство)
    - Фалиски

Этнические группы Италии (в соответствии с современными границами) в 400 году до н. э.

  - Оскано-Умбрии, также называемые Сабеллианами:
    - Умбрии
      - Марсы
      - Умбры
      - Вольски

    - Осканы
      - Марруцины
      - Оски
        - Аврунки
        - Авзоны
        - Кампанийцы

      - Паелиньи
      - Сабины

    - Самнитк
      - Бруттии
      - Френтани
      - Луканы
      - Самниты
        - Пентри
        - Карачени
        - Кавдины
        - Хирпини

    - Другие
      - Эквы
      - Фидены
      - Герники
      - Пикентес
      - Вестины
      - Сикулы
      - Венеты
- Этруски
- Сардинцы
- Греческие города-государства
- Древний Рим

## Античность
- Римская республика;
- Римская империя;
- Западная Римская империя.

## Раннее и Классическое Средневековье

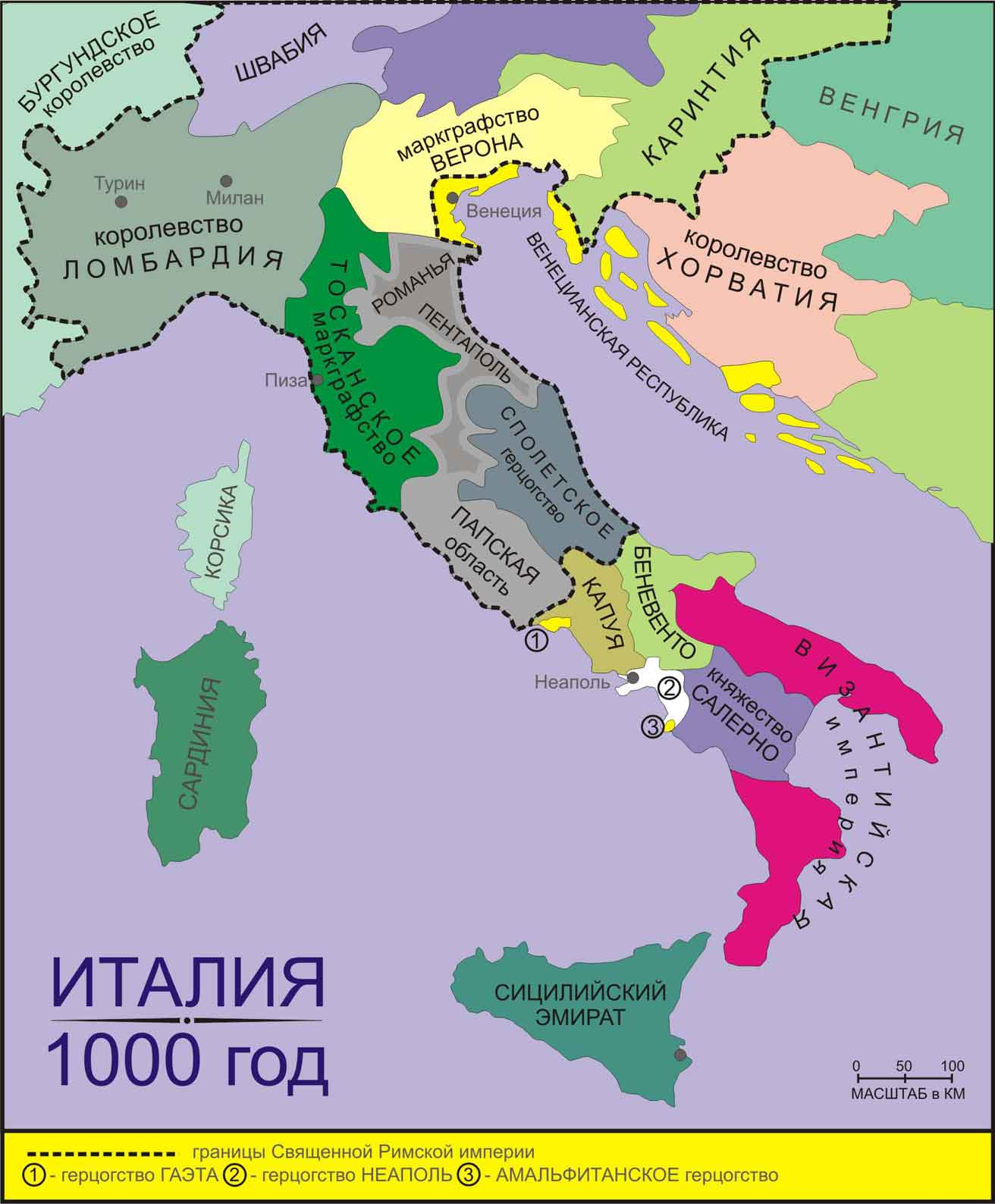
Италия около 1000 года

### Государства Священной Римской империи
- Графство Асти;
- Княжество Беневенто;
- Епископство Брессанонское;
- Княжество Капуя
- Генуэзская марка (марка Januensis или Восточной Лигурии)
- Графство Гориция
- Королевство Италия;
- Иврейская марка[1];
- Марш включает марки Камерино, Фермо и Анкону;
- Миланское герцогство;
- Маркизат Монферрат (создано из марки Алерамики)[2]
- Папская область;
- Княжество Салерно;
- Маркграфство Салуццо;
- Савойское герцогство;
- Графство Сорано (Альдобрандески);
- Герцогство Сполето;
- Трентское епископство;
- Туринская марка (создавала марка Ардуиника; также известна как марка Сузы);
- Тосканская марка;
- Маркизат Вероны и Аквилеи.

### Независимые государства
- Королевство лангобардов;
- Сицилийский эмират;
- Королевство Сицилия;
- Земля Святого Бенедикта;
- Аквилейский патриархат (Patrie dal Friûl).

### Главные независимые коммуны
- Ареццо;
- Брешиа;
- Кремона;
- Флоренция;
- Генуя;
- Лоди;
- Милан;
- Перуджа;
- Пьяченца;
- Пиза;
- Сиена;
- Витербо;

### Герцогства и другие территории, входившие в состав бывшей Византийской Империи

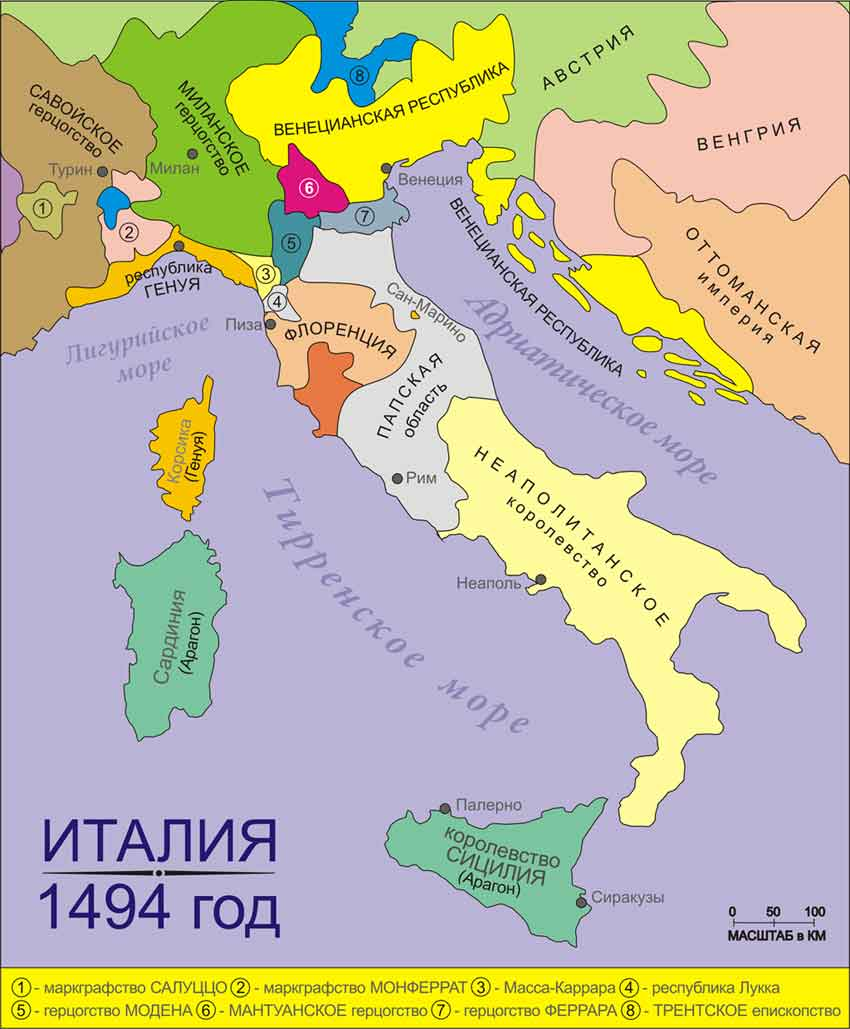
Италия в 1494 году

- Герцогство Амальфи;
- Герцогство Гаэта;
- Герцогство Неаполя;
- Герцогство Сорренто;
- Венецианская республика;
- Пизанская республика;
- Равеннский экзархат;
- Трани.

## Италия в 1494 году
Перед началом Итальянских войн:
- Неаполитанское королевство (независимое от Арагонской династии);
- Королевство Сицилия (зависимое от Арагона);
- Королевство Сардиния (зависимое от Арагона);
- Папская область;
- Княжество-епископство Бриксен;
- Княжество-епископство Трент;
- Савойское герцогство (Савойская династия);
- Миланское герцогство (Сфорца, к Франции в 1499—1522, к Испании с 1535 года);
- Феррарское герцогство (Эсте);
- Герцогство Модены и Реджо (в личной унии с Феррарой);
- Герцогство Урбино (Монтефельтро);
- Маркизат Масса (Маласпина);
- Маркизат Салуццо (Алерамичи, к Франции в 1548 году);
- Маркизат Монферрат (монферратская линия Палеологов, в личной унии с Мантуей с 1533 года);
- Маркизат Мантуя (Гонзага);
- Маркизат Финале (Дель Карретто);
- Графство Гориция (захвачено Австрией в 1500 году);
- Графство Гуасталла (Торелли, продано младшей линии Гонзага в 1539 году);
- Графство Монтекьяруголо (Торелли Монтекьяруголо);
- Графство Новеллара (Гонзага Новеллара);
- Графство Корреджо (да Корреджо);
- Графство Питильяно(Орсини);
- Графство Санта Фьора (Сфорца Санта Фьора);
- Сеньория Ланди (Ланди);
- Сеньория Паллавичино (Паллавичино);
- Кастильоне (Гонзага Кастильоне);
- Мирандола (Пико);
- Карпи(Пио ди Савойя);
- Сассуоло (Пио ди Савойя);
- Болонья (Бентивольо);
- Фаэнца (Манфреди);
- Римини (Малатеста);
- Форли (Риарио);
- Пезаро (Сфорца Пезаро);
- Мателика (Оттони);
- Камерино (да Варано, герцогство с 1515, конфискованный и включенный к Папской области в 1539 году);
- Имперские Феодальные владения;
- Республика Анкона (присоединена к Папской области в 1532 году);
- Генуэзская республика;
- Республика Лукка;
- Флорентийская республика (фактически под господством Медичи, герцогство с 1532 года);
- Сиенская республика (присоединена к Флорентийскому герцогству в 1555 году);
- Венецианская республика.

## Италия в 1559 году
После Като-Камбрезийского мира:
- Неаполитанское королевство (под властью Испании);
- Королевство Сицилия (под властью Испании);
- Королевство Сардиния (под властью Испании);
- Папская область;
- Князь-епископство Бриксен;
- Князь-епископство Трента;
- Савойское герцогство (Савойская династия);
- Миланское герцогство (под властью Испании);
- Мантуанское герцогство (Гонзага);
- Герцогство Парма и Пьяченца (Фарнезе);
- Феррарское герцогство (Эсте; конфисковано и присоединено к Папской области в 1598 году);
- Герцогство Модены и Реджо (Эсте; в личной унии с Феррарой до 1598 года);
- Флорентийское герцогство (Великое Герцогство Тосканское с 1569 года) (Медичи);
- Герцогство Урбино (делла Ровере; присоединено к Папской области в 1631 году);
- Герцогство Кастро (в личной унии с Пармой; конфисковано и присоединено к Папской области в 1649);
- Маркизат Монферрат (в личной унии с Мантуей; герцогство с 1574 года);
- Маркизат Массерано (Ферреро-Фиески; княжество с 1577);
- Маркизат Финале (Дель Карретто; присоединено к Испании в 1602);
- Маркизат Масса (Чибо-Маласпина; княжество с 1568);
- Графство Гуасталла (Гонзага Гуастала);
- Графство Монтекьяруголо (Торелли; к Парме 1612);
- Графство Корреджо (да Корреджо; княжество с 1616, конфисковано и уступлено Модене императором в 1631);
- Графство Новеллара (Гонзага Новеллара);
- Графство Питильяно (Орсини; приобретено Тосканой в 1604);
- Графство Санта Фьора (Сфорца; приобретено Тосканой в 1633);
- Сеньория Паллавичино (Паллавичино; присоединено к Парме 1636);
- Сеньория Ланди (Ланди);
- Кастильоне (Гонзага Кастильоне; маркизат с 1579, княжество с 1659);
- Пьомбино (Аппиани; княжество с 1594);
- Саббьонета (Гонзага Боццоло; герцогство с 1577, продано Испании в 1629);
- Мирандола (Пико; княжество с 1596, герцогство с 1617);
- Сассуоло (Пио ди Савойя; присоединено к Модене в 1599);
- Имперские Феодальные владения (маленькие, независимые владения вообще под властью членов генуэзской знати);
- Маркграфство Салуццо (под властью Франции; к Савойе с 1601);
- Вальтеллина, Кьявенна и Бормио (под властью Граубюндена);
- Область Президий (под властью вице-королей Неаполя);
- Венецианская республика;
- Генуэзская республика;
- Республика Лукка;
- Республика Сан-Марино.

## Италия в 1659 году
После Пиренейского мира:
- Неаполитанское королевство (под властью Испании до 1707; под властью Австрии с 1707 по 1734, после под властью младшей ветви испанских Бурбонов;
- Королевство Сицилия (под властью Испании до 1707; под властью Австрии в 1707—1714 и 1720—1734; под властью Савойского дома 1714—1720; в личной унии с Неаполем после этого);
- Королевство Сардиния (к Испании до 1714; к Австрии 1714—1720; в личном союзе с Савойей после того);
- Папская область;
- Великое герцогство Тосканское (Медичи; с 1737 Габсбурги);
- Князь-епископство Бриксен;
- Князь-епископство Трента;
- Савойское герцогство (Савойская династия);
- Герцогство Монферрат (под властью Мантуи до 1707, после этого отошло под власть Савойи);
- Миланское герцогство (к Испании до 1706, тогда к Австрии; союз Милана и Мантуи в 1737 создавал Австрийскую Ломбардию);
- Мантуанское герцогство (Гонзага до имперской конфискации в 1707, после этого под властью Австрии; Австрийская Ломбардия с 1737);
- Герцогство Парма и Пьяченца (Фарнезе до 1731; Бурбоны 1731—1734; отошло к Австрии 1734—1748 после этого к младшей ветви испанских Бурбонов);
- Герцогство Гуасталла (Гонзага Гуасталла до их исчезновения в 1746; в личной унии с Пармой с 1748);
- Герцогство Мирандола (Пико до имперской конфискации в 1707; к Австрии 1707—1711; к Модене с 1711);
- Герцогство Модена и Реджо (Эсте);
- Княжество Массерано (Ферреро-Фиески; продано Савойе в 1767);
- Княжество Кастильоне (Гонзага Кастильоне; конфисковано императором в 1691);
- Княжество Масса (Чибо-Маласпина; герцогство с 1664; в личной унии с Моденой с 1731);
- Княжество Пьомбино (Людовизи до 1733, Бонкомпаньи-Людовизи после этого);
- Графство Новеллара (Гонзага Новеллара до их пресечения в 1728; отошло к Модене с 1737);
- Сеньория Ланди (Ланди до 1679, Дория 1679—1682, после этого к Парме);
- Имперские Феодальные владения;
- Вальтеллина, Кьявенна и Бормио (под властью Граубюндена);
- Область Президий (под властью вице-королей, с 1737 королей Неаполя);

Италия в 1796 году

Италия в эпоху наполеоновских войн (1796—1814)

- Венецианская республика;
- Генуэзская республика;
- Республика Лукка;
- Республика Сан-Марино.

## Италия в 1796 году
Перед Наполеоновским периодом:
- Неаполитанское королевство (Неаполитанские Бурбоны, король Фердинанд IV) (слито с Сицилией в 1816, чтобы сформировать Королевство Обеих Сицилий)
- Королевство Сицилия (в личной унии с Неаполем; после 1816 в Королевство Обеих Сицилий);
- Королевство Сардиния (включает герцогство Савойское, Савойская династия, король Виктор-Амадей III);
- Папская область (Папа римский Пий VI);
- Князь-епископство Бриксен (секуляризовано и включено в состав Австрии в 1802);
- Князь-епископство Трента (секуляризовано и включено в состав Австрии 1802);
- Великое герцогство Тосканское (Габсбурги, Великий герцог Фердинанд III);
- Герцогство Парма, Пьяченца и Гуасталла (Пармские Бурбоны, герцог Фердинанд I);
- Герцогство Модены и Реджо (Эсте, герцог Эрколе III);
- Герцогство Масса (личная уния с Моденой);
- Княжество Пьомбино (Бонкомпаньи, князь Антонио II) (после 1815 часть Тосканы);
- Австрийская Ломбардия (осуществляется австрийский контроль);
- Вальтеллина, Кьявенна и Бормио (под властью Граубюндена; после 1816 часть Ломбардо-Венецианского королевства);
- Венецианская республика (ликвидирована в 1797, часть территории отошла к Австрии; после 1815 часть Ломбардо-Венецианского королевства);
- Генуэзская республика (после 1815 присоединено к Сардинии);
- Республика Лукка (после 1815 независимое герцогство);
- Республика Сан-Марино;
- Область Президий (в 1796 присоединено к Неаполю; в 1802 к королевству Этрурии; в 1807 к Франции; в 1815 к Тоскане).

## Италия во времена наполеоновских войн (1796—1814)
После наполеоновского вторжения в Италию:
- Республика Альба (1796—1801), захвачена Францией;
- Циспаданская республика (1796—1797), сформировала Цизальпинскую Республику;
- Транспаданская республика (1796—1797), сформировала Цизальпинскую Республику;
- Лигурийская республика (1797—1805), захвачена Францией;
- Республика Бергамо (1797);
- Республика Брешиа (1797);
- Республика Крема (1797);
- Болонская Республика (1798);
- Цизальпинская республика (1797—1802) преобразована в Итальянскую республику;
- Анконитанская республика (1797—1798), присоединена к Римской республике;
- Римская республика (1798—1800) столица Рим;
- Тиберинская республика (1798—1799) столица Перуджа, присоединена к Римской республике;
- Партенопейская республика (1799) столица Неаполь;
- Подальпийская Республика (1800—1802);
- Королевство Этрурия (1801—1807) захвачена Францией;
- Итальянская Республика (1802—1805);
- Княжество Лукка и Пьомбино (1805—1809);
- Королевство Италия (1805—1814);
- Неаполитанское королевство (под французскими правителями 1806—1815).

## Италия в 1816 году
После Венского Конгресса:
- Королевство Сардиния (Савойская династия, король Виктор Эммануил I; уступила Савойю и Ницу Франции в 1860; стало Королевством Италия в 1861);
- Ломбардо-Венецианское королевство (отошло к Австрии; потеряно большинство Ломбардии, которая отошла к Сардинии в 1859);
- Королевство Обеих Сицилий (Неаполитанские Бурбоны, король Фердинанд I; включено в Сардинию 1860—1861);
- Папская область (Папа римский Пий VII; потеряла большинство своих территорий, которые отошли к Сардинии 1859—1860);
- Великое герцогство Тосканское (Габсбурги, Великий герцог Фердинанд III; присоединено в 1859 к Сардинии);
- Герцогство Парма, Пьяченца и Гуасталла (под властью Марии Луизы, жены Наполеона Бонапарта, пожизненно. После её смерти в 1847, Парма и Пьяченца передаются Бурбон-Пармскому дому, Гуасталла герцогу Моденскому; присоединено в 1859 к Сардинии);
- Герцогство Модены и Реджо (Эсте-Габсбурги, герцог Франческо IV; присоединено в 1859 к Сардинии);
- Герцогство Лукка (Пармские Бурбоны, герцогиня Мария Луиза; когда оно возвращается Парме в 1847, захвачено Тосканой);
- Герцогство Масса и Каррара (захвачена герцогством Моденским в 1829)
- Республика Сан-Марино;
- Трентино-Альто-Адидже, Гориция и Триест (часть Австрийской Империи).

## Италия в 1861 году
После объединения:
- Итальянское королевство (Савойская династия, король Виктор Эммануил II);
- Ломбардо-Венецианское королевство (владение Австрии; присоединено в 1866 к Италии);
- Республика Сан-Марино;
- Папская область (Папа римский Пий IX; последние территории с Римом присоединились к Италии, в 1870);
- Трентино-Альто-Адидже, Гориция и Триест (часть Австрийской империи, включены в состав Италии, в 1918).